# Pgrep
pgrep为一命令行工具，本为Solaris 7而编写，后又衍出Linux与BSD系操作系统的对应实现。这一命令可搜索出所有名字与所给正则表达式相匹配的进程，而后在默认情况下返回相应进程标识符；若带上-2为参数，则一并返回进程名。除此之外，还可指定搜索的进程组范围（-g）、进程所属用户（-u）、是否最近启动进程（-n）与反转搜索（-v）。